# 平方昌宏
平方 昌宏（ひらかた まさひろ、1985年9月16日 - ）は、日本の漫画家。主に『週刊少年ジャンプ』を中心に作品を発表している。日本工学院専門学校卒。

## 経歴
- 2004年
  - 2004年3月期ジャンプ十二傑新人漫画賞最終候補まで後一歩新人リスト掲載。
  - 『斬るWEST!』で2004年11月期ジャンプ十二傑新人漫画賞最終候補。
- 2005年 - 『刀無』で2005年8月期ジャンプ十二傑新人漫画賞十二傑賞。
- 2006年
  - 『赤マルジャンプ』（集英社）2006 WINTERにて、読切『刀無』を発表。
  - 『週刊少年ジャンプ』（集英社）2006年41号にて、読切『TEAM MADE』を発表。
- 2008年 - 『週刊少年ジャンプ』2008年41号にて、金未来杯ノミネート作となる読切『クロガネ』を発表。
- 2012年
  - 『週刊少年ジャンプ』2012年19号にて、読切『DOUBLE BULLET』を発表。
  - 『週刊少年ジャンプ』2012年51号から、翌2013年25号まで『新米婦警キルコさん』を連載。
- 2013年
  - 8月 - 『ジャンプLIVE』（集英社）で『帰ってきたっ!新米婦警キルコさん』短期（4話）集中連載。
  - 『週刊少年ジャンプ』2013年45号にて、読切『31HEROES』を発表。
- 2014年
  - 『少年ジャンプNEXT!!』（集英社）2014 vol.1にて読切『ベストブルー』を発表。
- 2015年
  - 『週刊少年ジャンプ』2015年32号から52号まで『ベストブルー』を連載。
- 2016年
  - 『少年ジャンプNEXT!!』（集英社）2016 vol.1にて、読切『東の大和と西のリリー』を発表。
  - 『少年ジャンプ+』2016年33号にて『街コロマッチ(仮)』を発表。
  - 『少年ジャンプ＋』2016年46号から『街コロマッチ！＋』（全23話、番外編22話）連載。
- 2020年
  - 『ジャンプGIGA』 2020 SPRING 読切『デビィ・ザ・コルシファは負けず嫌い』を発表。
  - 『少年ジャンプ＋』にて2020年12月7日から『デビィ・ザ・コルシファは負けず嫌い』を連載。

## 関連人物
師匠
- 鈴木信也 - 『Mr.FULLSWING』連載時代[1]。
- 大石浩二 - 『いぬまるだしっ』連載時代[2]
- 麻生周一 - 『斉木楠雄のΨ難』連載時代[3]。

アシスタント仲間
- 濱田浩輔 - 大石の『いぬまるだしっ』アシスタント時代[4]
- 芝田優作 - 大石の『いぬまるだしっ』アシスタント時代[2]

アシスタント
- 野々上大二郎 - 『新米婦警キルコさん』連載時代[5]。